# فريديريك كاستنر
فريديريك كاستنر (بالفرنسية: Frédéric Kastner)‏ (و. 1852 – 1882 م) هو فيزيائي، وكيميائي، وموسيقي، ومخترع فرنسي، ولد في ستراسبورغ، توفي في بون، عن عمر يناهز 30 عاماً.